# Сахара (група)
 Тази статия е за групата.  За пустинята вижте Сахара.  
Сахара е българска R&B и Pop група.
През 2008 година Жокер медия провеждат кастинг, в който участват повече от 100 момичета. Избрани са 4 от тях, но поради несходство на гласовете накрая остават само 3 – Ивелина Георгиева, Нина Илкова и Боряна Христова. В продължение на няколко месеца момичетата ходят на уроци по солфеж и вокално пеене и биват подготвяни от музикални педагози. Техен музикален мениджър става китаристът на група Мастило – Десислав Данчев. Продуценти на групата са Жокер медия, които избират за име на групата Сахара. Групата има две авторски песни – Strictly for us и Don't kiss for money и няколко кавъра. Групата не е пускала нови песни от поне година и половина, затова са често наричани „one-hit wonders“.